# Samotraka

Plan Sanktuarium Wielkich Bogów

Samotraka (gr. Σαμοθράκη – trb. Samotraki); w kontekście okresu klasycznego także Samotrake, Samothrákē – wyspa grecka na Morzu Trackim (północna część Morza Egejskiego); w administracji zdecentralizowanej Macedonia-Tracja, w regionie Macedonia Wsch. i Tracja, w jednostce regionalnej Ewros, w gminie Samotraka; o powierzchni 178 km², górzysta – wznosząca się na 1611 m n.p.m. szczyt Fengari, w masywie Saos. W 2011 roku liczyła 2859 mieszkańców. Linia promowa codziennie, czasem częściej, łączy wyspę z miastem i terminalami samochodowym, kolejowym i lotniczym w Aleksandropolis. Okresowo działają połączenia z portami Kawala i Tasos.

W kamienistym wąwozie pomiędzy miejscowością Paleopoli a stromym północno-wschodnim zboczem Fengari leżą ruiny Sanktuarium Wielkich Bogów. W 1863 r. na wyspie odkopano sławną dziś rzeźbę bogini Nike.

## Mity i historia
Legenda głosi, że właśnie ze szczytu Fengari (Góra Księżyc, Księżycowa) Posejdon obserwował oblężenie Troi (Iliada, XIII 12). 

Pierwsze osady, to okres 4500–1500 p.n.e. Zapewne byli to Pelazgowie, przybywający tu z terenu obecnej Tesalii. Od ok. 1500 p.n.e. osiedlali się tu Trakowie, po których zachowały się fragmenty miejsc kultu religijnego i murów cyklopowych. Przy końcu VIII w. p.n.e. lub w początkach VII w. p.n.e. przybyli tu osadnicy z Samos i od tej pory mówimy o greckiej ciągłości etnicznej, gdy tradycja i ciągłość kulturowa sięgają także okresu Traków – stąd nazwa wyspy. Kolejni osadnicy przybyli z Lesbos i z Azji Mniejszej. Od 508 r. p.n.e. wyspa popadła w zależność od Persji, wkrótce potem od Aten, następnie Macedonii. W 168 p.n.e., tj. po bitwie pod Pidną życzliwą protekcją objęło ją Imperium Rzymskie, do którego włączono Samotrakę w 70 p.n.e. W 49 n.e. przybył tu Paweł z Tarsu, odtąd rozwijało się także chrześcijaństwo. Od IV w obiekty kultów przedchrześcijańskich ulegały dewastacji. Po podziale imperium, wyspa weszła w skład Bizancjum, co jednak nie chroniło przed niszczącymi najazdami pirackimi. W latach 1204–1355 Samotraką zawładnęli kolejno Wenecjanie i Genueńczycy, ci ostatni pozostawiając znaczące obiekty architektury obronnej. Po okresie kolejnych, licznych najazdów i zmian administracji, poczynając od roku 1457 wyspa trafiła pod wielowiekową okupację Imperium Osmańskiego. W 1821 r. wojska osmańskie dokonały tu rzezi, jednej z wielu identycznych, planowo realizowanych w wielu miejscach dawnego Bizancjum, z najbardziej znaną z nich Masakrą ludności wyspy Chios. Śmierci uszło wtedy jedynie ok. 100 mieszkańców Samotraki, ukrytych w pieczarach i około 300, spośród osób uciekających przez morze. Wyzwolenie i trwałe wejście w skład Grecji przyniósł rok 1912, dzięki stoczonym w bezpośrednim sąsiedztwie Samotraki bitwom morskim, znanym jako Bitwa u przylądka Elli, następnie kolejna bitwa koło Lemnos (1913).

## Sanktuarium Wielkich Bogów
Od czasów późnej epoki brązu, aż po ostatnie lata okresu rzymskiego, odbywały się tutaj misteria i ofiary kultu Wielkich Bogów. Kult obracał się w kręgu hierarchii starożytnych trackich bóstw płodności: Wielkiej Matki, podrzędnego męskiego bóstwa zwanego Kadmilos oraz potężnych i złowrogich, bliźniaczych demonów Kabirów. Gdy przybyli tu osadnicy z Samos (ok. 700 p.n.e.), połączyli tutejsze bóstwa ze swoimi. Wielka Matka stała się Demeter, jej małżonek Hermesem, a Kabirów utożsamiono z Dioskurami. Wokół świętego miejsca przybysze rozpoczęli budowę sanktuarium.
Nigdy nie opisywano dokładnie misteriów tego kultu, gdyż autorzy starożytni lękali się gniewu Kabirów. Ustalono jednak, że były dwa stopnie wtajemniczenia. W przeciwieństwie do misteriów eleuzyjskich tutaj w obu ceremoniach mógł uczestniczyć każdy, również kobiety i niewolnicy.

Pierwszy stopień wtajemniczenia (myèsis) mógł polegać na rytualnym odtwarzaniu cyklu życia, śmierci i odradzania się. Kończyło się to radosną ucztą.

Drugi stopień wtajemniczenia (épopteia) łączył się z nietypowym wymaganiem osiągnięcia określonego poziomu moralnego. Polegał m.in. na oczyszczającej spowiedzi, po czym następowało rozgrzeszenie i chrzest krwią byka.

### Skład Sanktuarium
- Ptolemaion (nr 20 na planie) – propyleje Ptolemeusza II, ofiarowane Wielkim Bogom
- Anaktoron (nr 16 na planie) – sala, w której odbywał się pierwszy stopień wtajemniczenia; w południowo-wschodnim narożu było miejsce do składania ofiar; obecny kształt budowli pochodzi z czasów rzymskich
- Arsinoeion (nr 15 na planie) – największa starożytna rotunda w Grecji (20 m średnicy), dekorowana rozetami i głowami byków
- Temenos (nr 14 na planie) – czworokątna budowla bez dachu, gdzie prawdopodobnie ucztowano
- Hieron (nr 13 na planie) – wielki budynek, w którym odbywał się drugi stopień inicjacji; pochodzi on w większości z IV w. p.n.e. i w czasach rzymskich był dokładnie remontowany
- Teatr (nr 10 na planie)
- Fontanna Nike (nr 9 na planie) – znana z misternie wyrzeźbionego w marmurze posągu Nike

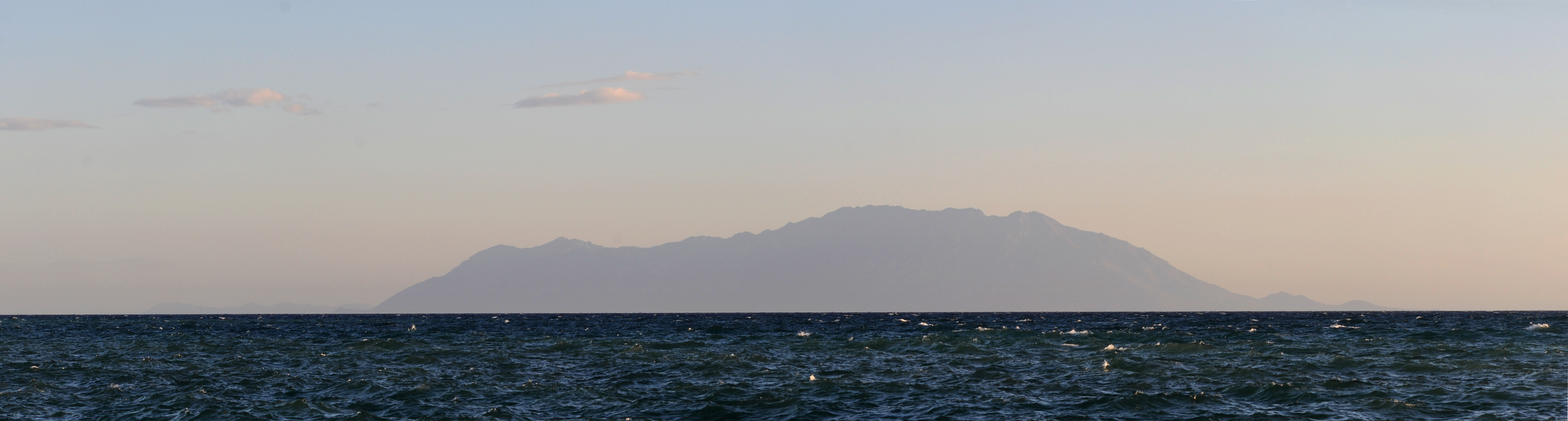
Samotraki, widziana z greckiej części Tracji. Widoczny jest masyw góry Saos, gdy równie rozległa, niżej położona część wyspy pozostaje skryta poza horyzontem

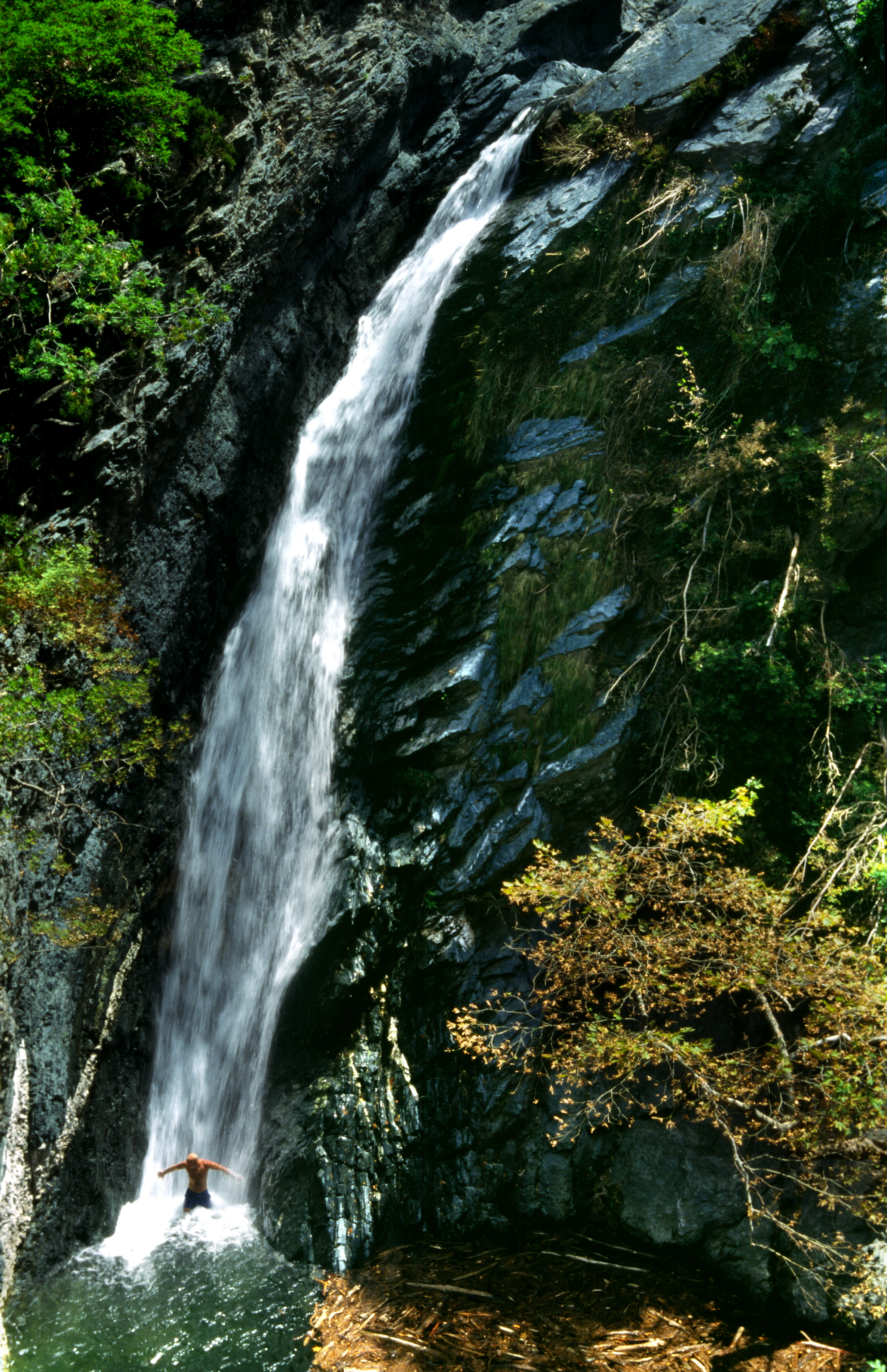
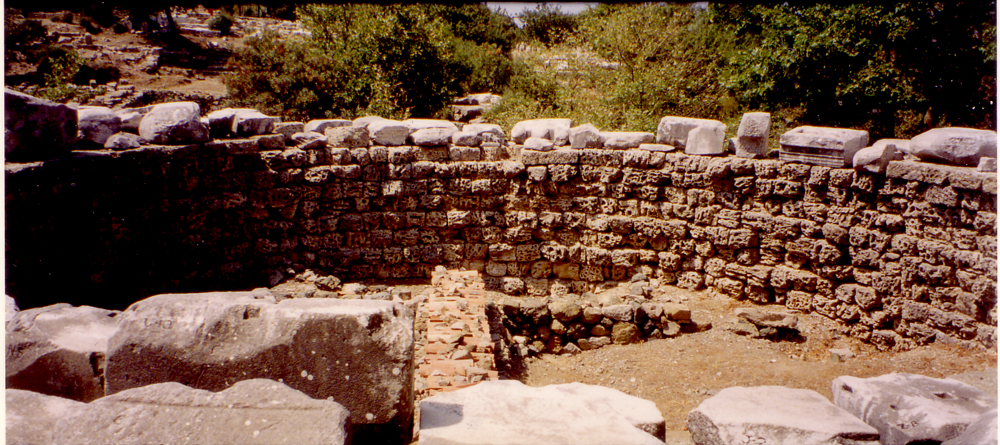
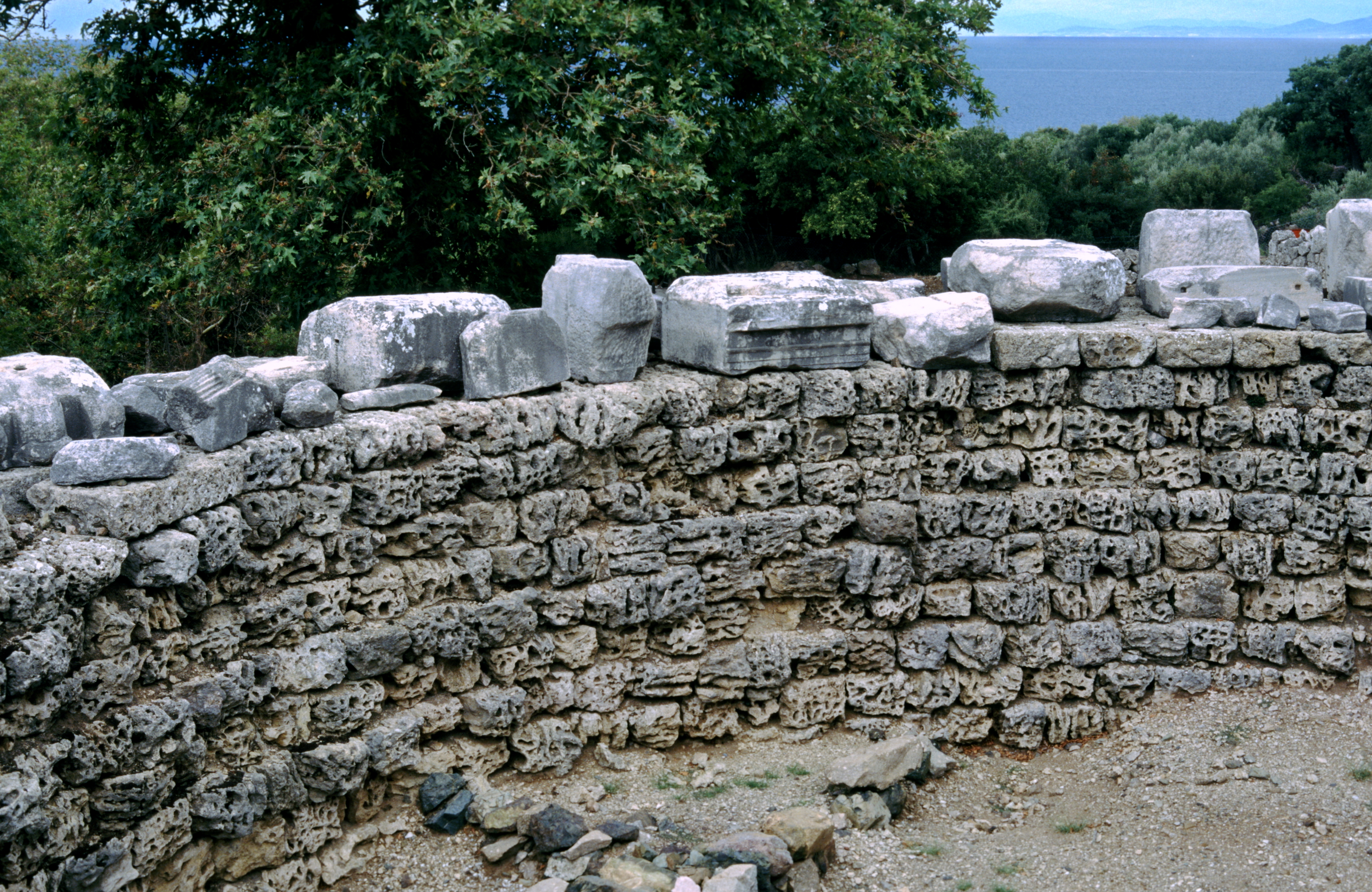
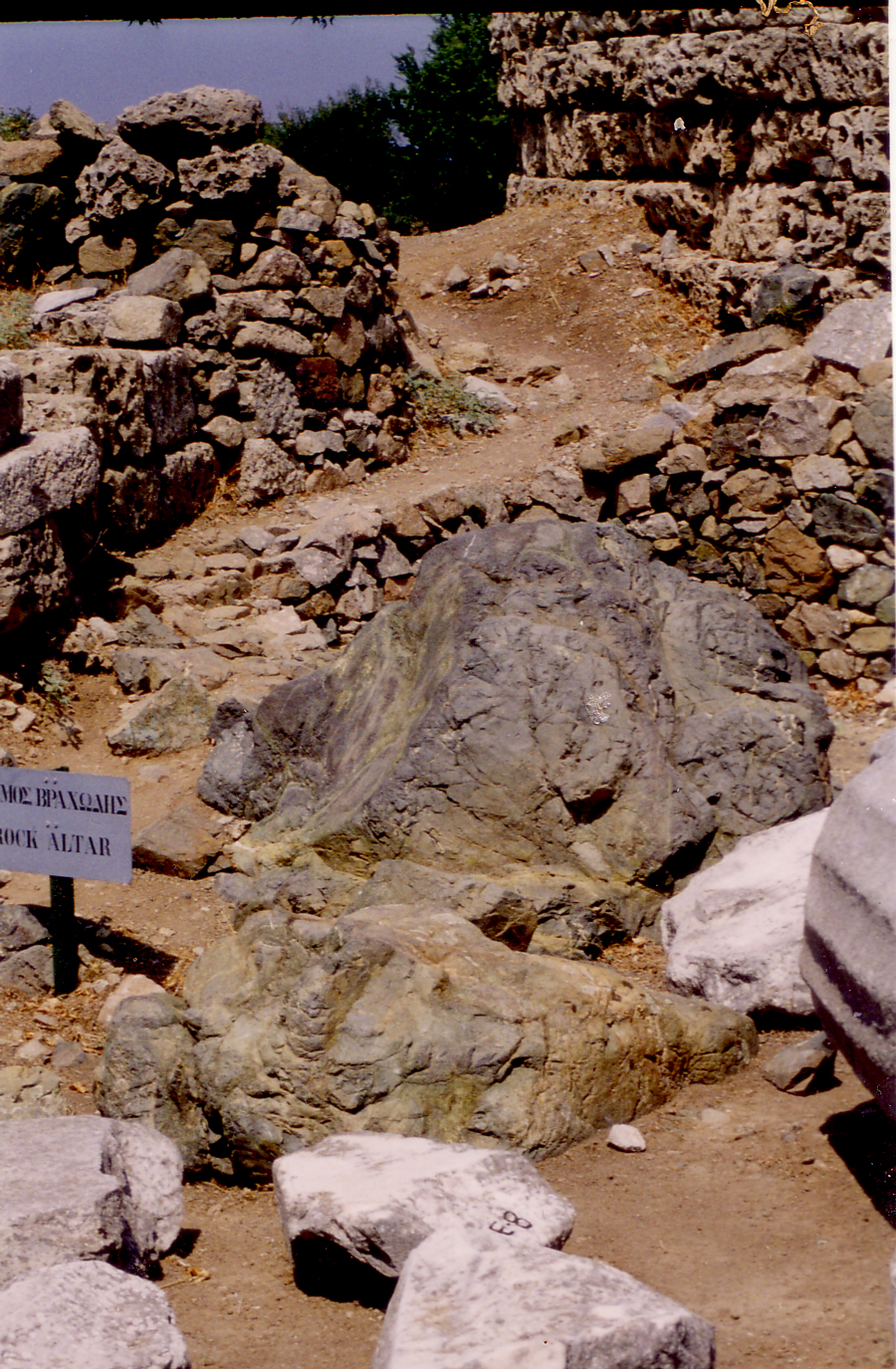
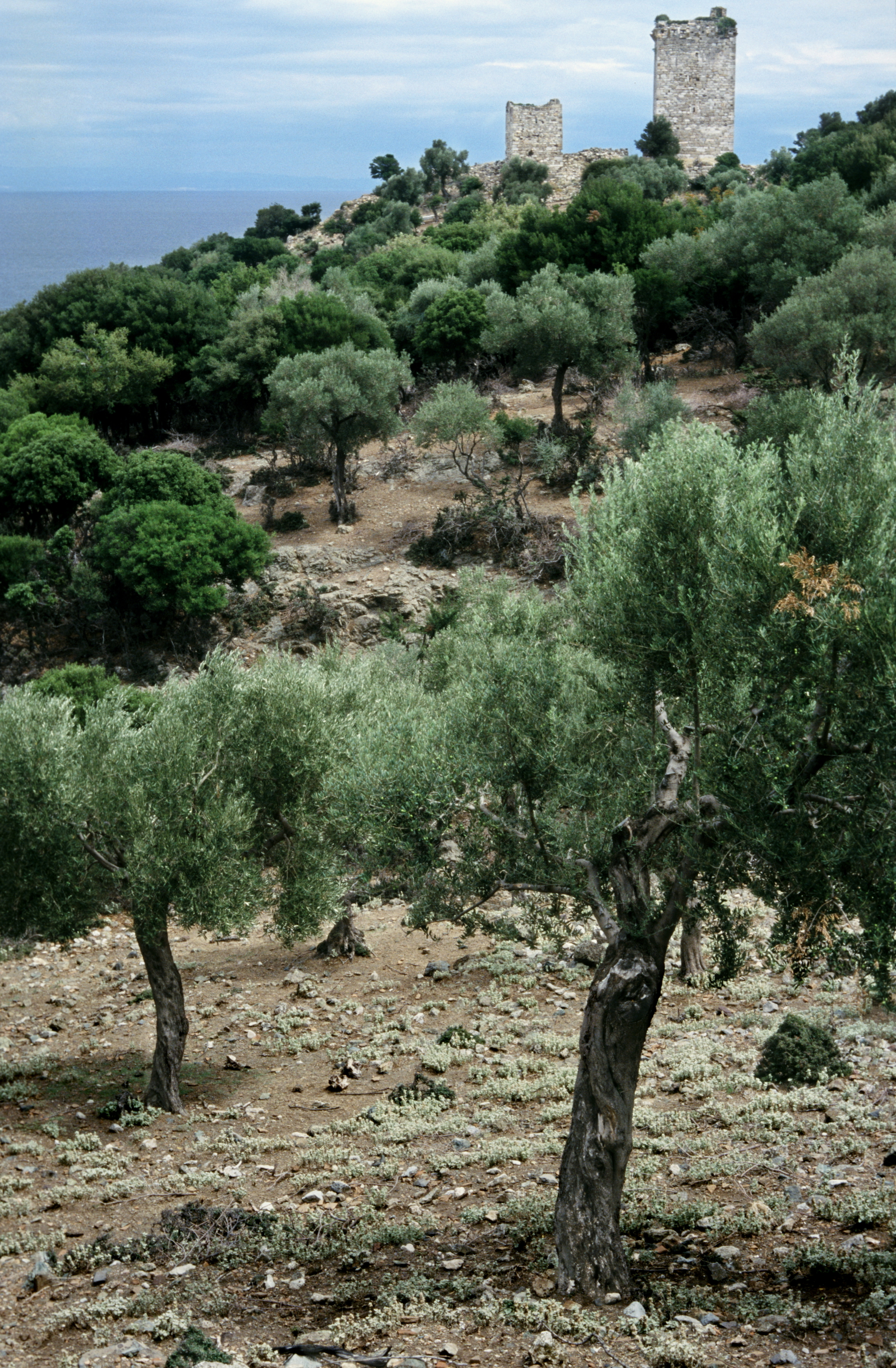
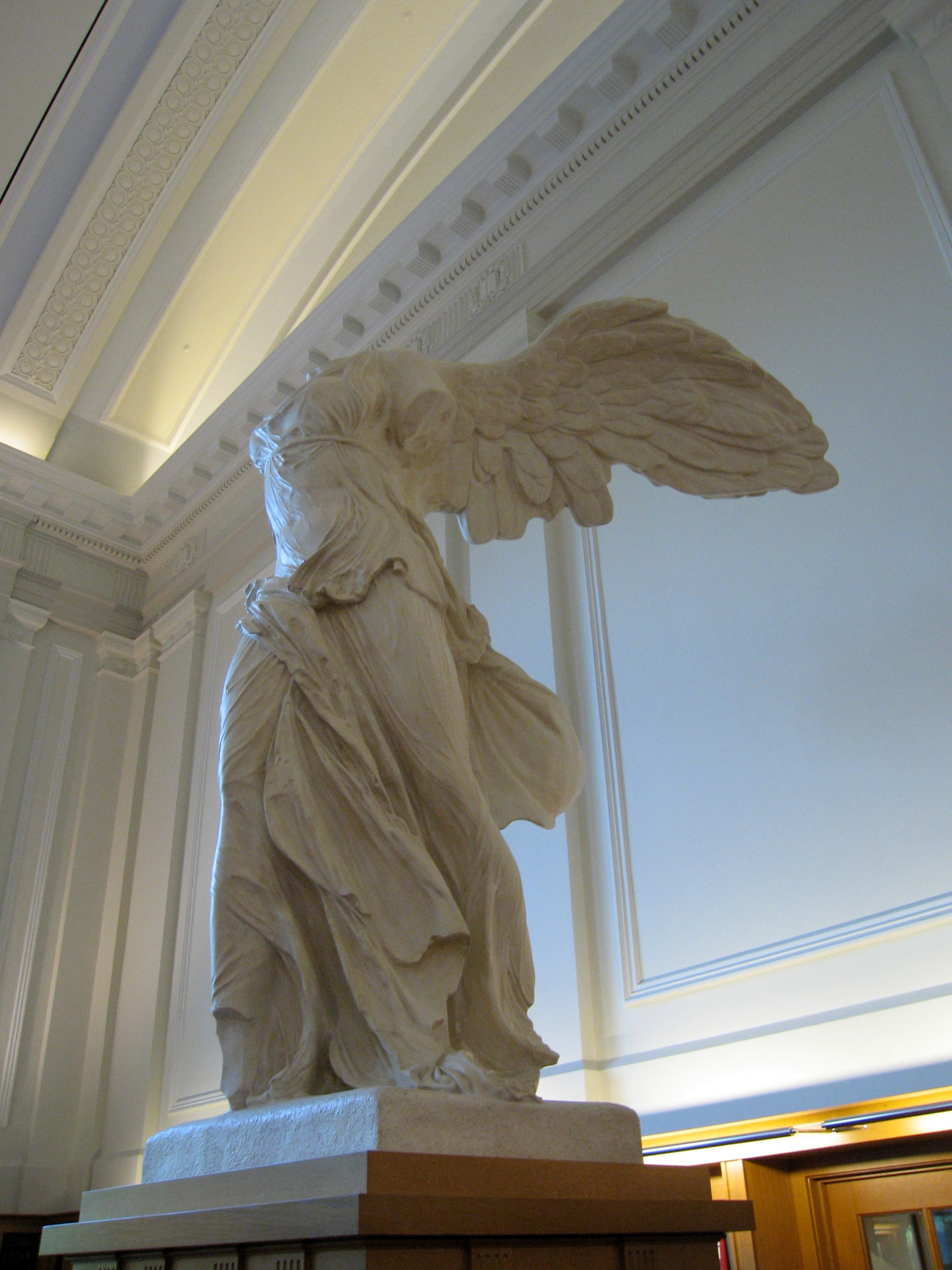
jedna z licznych kopii sławnej Nike z Samotraki.